# Včelákov
Včelákov (Duits: Tschelakow) is een Tsjechische vlek (městys) in de regio Pardubice, en maakt deel uit van het district Chrudim. Včelákov telt 493 inwoners (2023).

## Geschiedenis
- 1349 – De eerste schriftelijke vermelding van Včelákov.
- 2023 – De gemeente Včelákov krijgt (opnieuw) de status vlek.[1]